# Tethina heringi
Tethina heringi är en tvåvingeart som först beskrevs av Friedrich Georg Hendel 1934.  Tethina heringi ingår i släktet Tethina och familjen Canacidae.
Artens utbredningsområde är Kanarieöarna. Inga underarter finns listade i Catalogue of Life.